# Isabellsteinschmätzer
Der Isabellsteinschmätzer (Oenanthe isabellina) ist ein Singvogel aus der Familie der Fliegenschnäpper (Muscicapidae).

## Beschreibung
Der Isabellsteinschmätzer ist rund 15–16,5 Zentimeter lang und hat eine Flügellänge von 9,4 bis 9,7 Zentimeter. Er ist 27 bis 31 Gramm schwer. Die langbeinigen Vögel sind oberseits sandfarben. An der Unterseite sind sie mehr gelblichweiß. Kehle und Brust sind leicht bräunlich. Der Bürzel ist weiß, der Schwanz ist weiß und hat eine breite schwarze Endbinde und schwarze Mittelfedern. Der Überaugenstreif ist markant bis undeutlich rahmfarben. Jungvögel sind an der Oberseite hellgraubräunlich. Dazu haben sie gelblichweiße Federsäume und Flecken. An der Unterseite sind sie schmutzigweiß.

## Verbreitung und Lebensraum
Der Isabellsteinschmätzer ist in vegetationsarmen Gegenden anzutreffen. Sein bevorzugter Lebensraum sind spärlich bewachsene Hänge mit einzelnen Steinen, kahle Ebenen und kurzgrasige Weideflächen von Vorderasien bis in die Mongolei.
Mitte August, Anfang September ziehen die Vögel in die Winterquartiere Ostafrika, Arabien und Nordwestindien, aus dem sie im März, Anfang April zurückkehren.

## Fortpflanzung

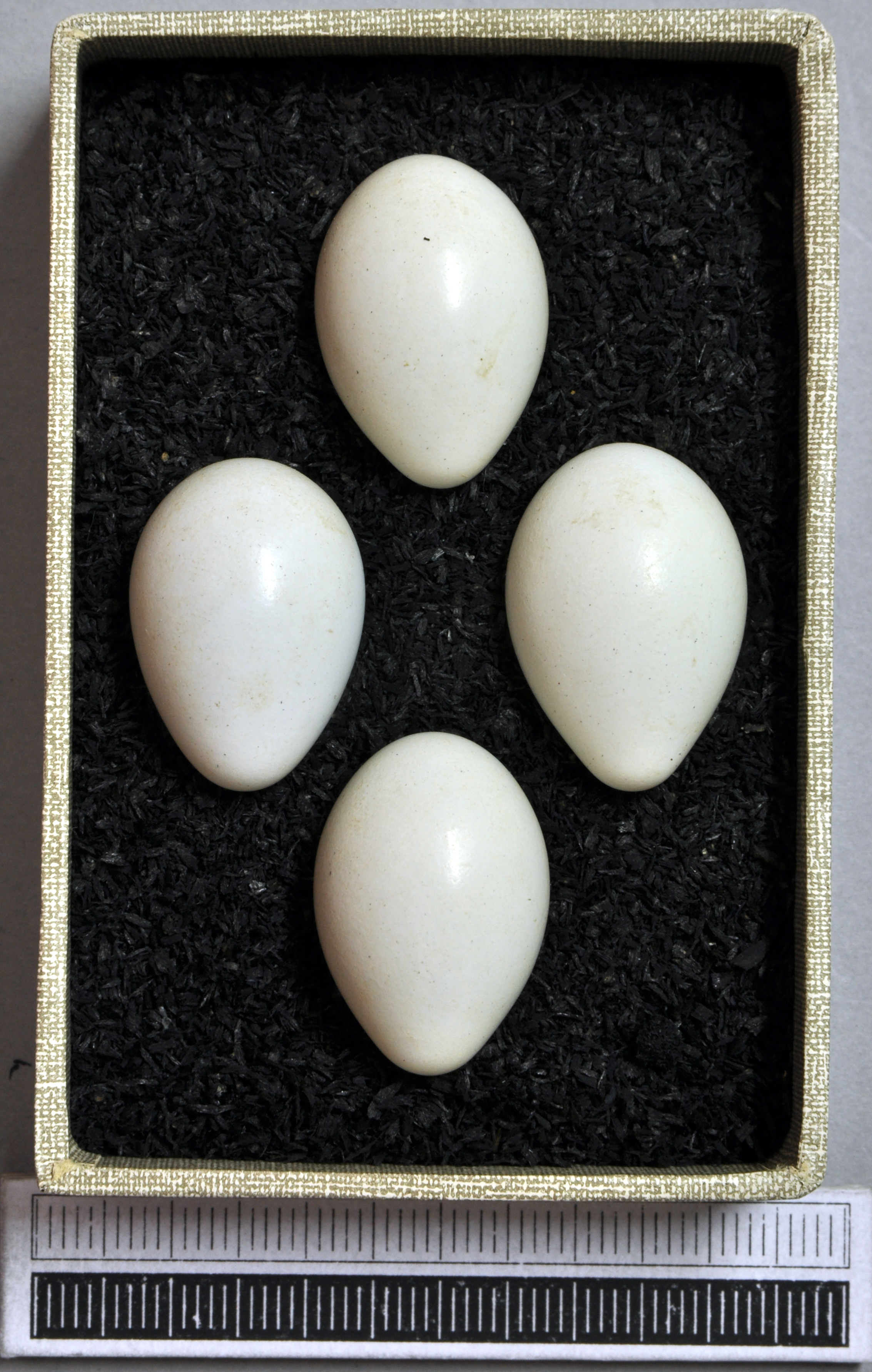
Gelege, Sammlung Museum Wiesbaden

Der abwechslungsreiche Gesang des Isabellsteinschmätzers ist gepresst, flötend und pfeifend. Häufig imitiert er auch andere Vögel. Typisch ist ein „huit“ oder „Wiit-wiit“. Beim Balzflug flattert das Männchen mit weit ausgespreiztem Schwanz über dem Revier.
Die Brutzeit liegt zwischen April und Juni. Das Nest wird meist in verlassene Säugetierbauten im Erdboden, z. B. von Zieseln gebaut. Das Weibchen errichtet am äußersten Ende der Höhle aus Halmen, Gräsern, Wölle, Haaren und Federn das Nest. Das Männchen begleitet das Weibchen beim Materialtransport und hält Wache. Das Gelege umfasst vier bis sieben blassblaue, selten rötlichgefleckte, 22,8 × 17 Millimeter große Eier. Die Brutzeit beträgt 14 Tage. Meist erfolgen zwei Jahresbruten. Beide Elternvögel füttern. Die Nesthocker verlassen das Höhlensystem erst bei voller Flugfähigkeit.

## Nahrung
Der Isabellsteinschmätzer ernährt sich von Insekten, Larven, Spinnen und Asseln.